# WrestleMania XXVI
WrestleMania XXVI (também escrito como WrestleMania 26) foi o 26º evento anual pay-per-view (PPV) de luta livre profissional da WrestleMania produzido pela World Wrestling Entertainment (WWE). Foi realizado para lutadores das divisões de marca Raw e SmackDown da promoção. O evento ocorreu em 28 de março de 2010, no University of Phoenix Stadium em Glendale, no subúrbio de Phoenix, Arizona. Foi a primeira WrestleMania desde a WrestleMania XI com uma luta sem título como evento principal, a primeira WrestleMania realizada no Arizona e a terceira realizada em um local ao ar livre, depois da WrestleMania IX e WrestleMania XXIV.
O card consistiu em oito lutas, incluindo três partidas principais. A luta final foi uma luta sem desqualificação, sem contagem, onde The Undertaker derrotou Shawn Michaels para aumentar sua sequência invicta na WrestleMania para 18-0; pela estipulação pré-jogo, Michaels foi forçado a se aposentar. Na luta principal da marca SmackDown, o Campeão Mundial de Pesos Pesados Chris Jericho derrotou o vencedor do Royal Rumble de 2010, Edge, para manter o título. Na luta principal do Raw, John Cena derrotou Batista para ganhar o Campeonato da WWE. O undercard também incluiu uma luta No Holds Barred entre Bret Hart e Mr. McMahon e a sexta luta anual Money in the Bank, que foi a última a ser disputada em uma WrestleMania antes de se tornar um evento PPV autônomo em julho.
Os ingressos para o evento começaram a ser vendidos ao público em 7 de novembro de 2009. A WrestleMania XXVI gerou aproximadamente 885.000 compras PPV, arrecadando US$ 49 milhões em receita. Com uma participação de 72.219 pessoas, o evento arrecadou US $ 5,8 milhões em vendas de ingressos, tornando o evento de entretenimento de maior bilheteria e participação realizado no University of Phoenix Stadium.

## Produção

### Introdução
WrestleMania é considerado o principal evento pay-per-view (PPV) da World Wrestling Entertainment (WWE), tendo sido realizado pela primeira vez em 1985. Tornou-se o evento de wrestling profissional mais antigo da história e é realizado anualmente entre meados de março e meados de Abril. Foi o primeiro dos quatro pay-per-views originais da WWE, que incluem Royal Rumble, SummerSlam e Survivor Series, conhecidos como "Big Four". WrestleMania XXVI contou com lutadores das marcas Raw e SmackDown.

A Global Spectrum, operadora do University of Phoenix Stadium, havia trabalhado em anos anteriores com a WWE para recrutar o evento para seu local no subúrbio de Phoenix em Glendale, Arizona. Em 18 de janeiro de 2008, a Global Spectrum anunciou publicamente sua intenção de sediar a WrestleMania em 2010. O evento ganhou a atenção da mídia nas semanas anteriores, quando uma foto de Wayne Gretzky, então técnico do Phoenix Coyotes, vestindo uma camisa promovendo o evento apareceu no jornal sueco Expressen. Em uma conferência de imprensa em 24 de fevereiro de 2009, no Estádio da Universidade de Phoenix, a WrestleMania XXVI foi formalmente anunciada para ser realizada no local em 28 de março de 2010; marcou a primeira vez que uma WrestleMania ocorreu no estado do Arizona. Os ingressos para o evento foram colocados à venda em 7 de novembro de 2009, às 10h MST.

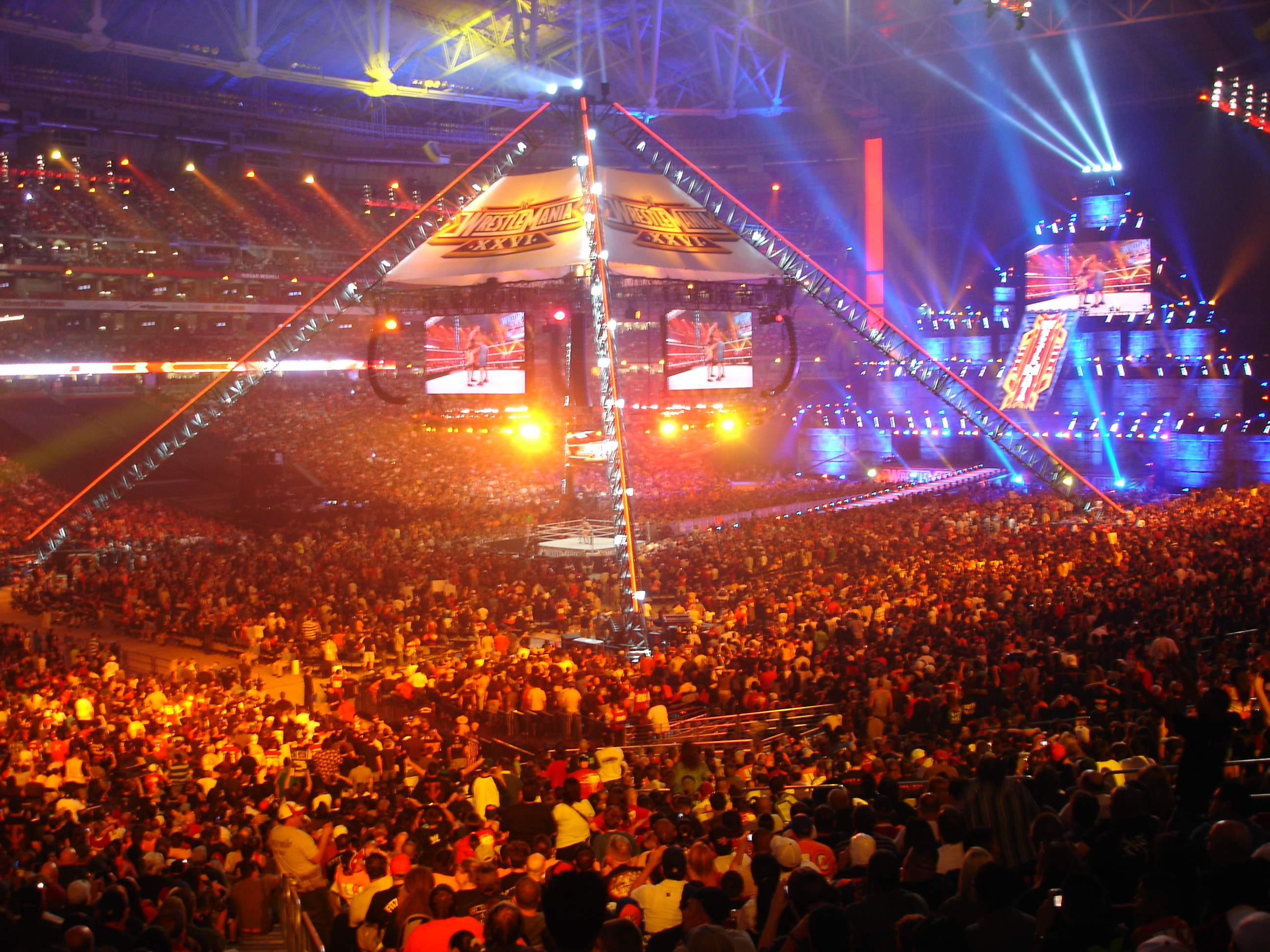
Um recorde de público estabelecendo 72.219 fãs no University of Phoenix Stadium para WrestleMania XXVI.

O telhado do Estádio da Universidade de Phoenix foi aberto várias vezes durante o evento, marcando a terceira vez na história da WrestleMania após WrestleMania IX e XXIV que o evento foi realizado em um local ao ar livre. Como nos eventos ao ar livre anteriores, uma estrutura de lona de aço foi colocada sobre o ringue, que foi colocado na linha de 50 jardas. Feita sob medida da Bélgica, a lona continha 30 toneladas de equipamentos de luz e câmera, com grande parte do equipamento enviado dos Jogos Olímpicos de Inverno de 2010 em Vancouver, Colúmbia Britânica, Canadá. Mais de 1.000 luzes foram usadas, adaptando-se à diminuição da luz do sol à medida que o show continuava noite adentro. O palco de entrada ficava a 8 pés (2,4 m) do chão do estádio e media 120 pés (37 m) de largura. Em entrevista ao The Arizona Republic, o gerente de produção Brian Petree descreveu o design do palco como um "design completamente novo que não foi feito em nenhum lugar e não será feito novamente", enquanto o designer de produção Jason Robinson discutiu como basear seus temas de design de palco frequentemente em sabores locais, ou em termos simples, o design do palco da WrestleMania deste ano simplesmente se assemelha ao de um zigurate. A rampa de entrada que liga ao palco foi forrada com caldeirões de fogo, cada um a uma temperatura de 1.000°F (538°C). Além disso, 400.000 peças individuais de produtos pirotécnicos foram lançados 200 pés (61 m) ao ar livre depois que Robinson prometeu introduzir novos tipos de pirotecnia nunca usados em um show da WWE antes. O pré-planejamento para a montagem começou seis meses antes do evento, enquanto as estruturas e equipamentos de construção dentro do estádio começaram duas semanas antes do evento. Estima-se que 100 caminhões foram usados para entregar equipamentos, em comparação com os 12 semi-caminhões usados em um show regular da WWE.
As músicas-tema oficiais do evento foram "I Made It" de Kevin Rudolf, "Be Yourself" de Audioslave, "Thunderstruck" de AC/DC, e "The Show" de Since October. "Ain't No Grave (Gonna Hold My Body Down)" de Johnny Cash também foi usado para promover a luta Undertaker-Michaels. Fantasia Barrino realizou a versão anual de "America the Beautiful" no início do show. Os comentaristas foram Michael Cole, Jerry Lawler e Matt Striker.

### Marketing
Junto com WrestleMania XXVI, uma série de eventos agrupados como "WrestleMania Week" foi realizada na semana anterior ao evento. Para começar a promoção do evento em Glendale, uma "festa inicial" foi realizada no Westgate City Center em 19 de março, que incluiu aparições de lutadores da WWE, autógrafos e entretenimento ao vivo, juntamente com uma tela gigante de LED do episódio daquela noite do SmackDown. A terceira WrestleMania Art anual (anteriormente WrestleManiArt), uma exposição de arte e leilão com trabalhos de superstars da WWE, foi realizada em 24 de março na sede nacional da Make-A-Wish Foundation. A convenção anual de fãs da WrestleMania, WrestleMania Axxess, foi realizada de 25 a 28 de março no Phoenix Convention Center. Em 27 de março, a WWE organizou sua cerimônia anual do Hall da Fama da WWE no Dodge Theatre, onde a Classe de 2010 foi empossada.

### Histórias
As lutas de luta livre profissional na WrestleMania XXVI apresentaram lutadores profissionais atuando como personagens em eventos pré-determinados pela promoção de hospedagem, World Wrestling Entertainment (WWE). As histórias entre os personagens foram produzidas nos programas de televisão semanais da WWE Raw e SmackDown com as marcas Raw e SmackDown - divisões de histórias nas quais a WWE designou seus funcionários para diferentes programas.
No The Bash em 2009, Edge e Chris Jericho estabeleceram uma parceria de duplas quando ganharam o Campeonato Unificado de Duplas da WWE naquela noite. A parceria durou pouco, pois Edge sofreu uma ruptura no tendão de Aquiles e teve que desocupar sua metade do campeonato. Jericho se distanciou de Edge, creditando a si mesmo por todo o sucesso da equipe. Edge fez seu retorno de lesão no Royal Rumble durante a luta homônima. Edge eliminaria Jericho a caminho de vencer o Royal Rumble, ganhando a oportunidade de lutar pelo Campeonato da WWE ou pelo Campeonato Mundial dos Pesos Pesados na WrestleMania. No evento principal do evento Elimination Chamber três semanas depois, Jericho ganhou o Campeonato Mundial dos Pesos Pesados em uma luta Elimination Chamber. Na noite seguinte no Raw, Edge desafiou Jericho pelo Campeonato Mundial dos Pesos Pesados na WrestleMania depois de um spear.
Uma das maiores rivalidades desse WrestleMania é entre John Cena e Batista pelo Campeonato da WWE. O conflito começou quando Cena se aliou a Bret Hart na disputa entre ele e o presidente da WWE, Vince McMahon. Quando Hart e McMahon se confrontaram no Raw de 1° de fevereiro, Batista salvou McMahon de um ataque surpresa de Hart. Após o fim do show, Cena tentou ajudar Hart, mas foi atacado por Batista. Na primeira luta do pay-per-view Elimination Chamber, Cena venceu o Campeonato da WWE de Sheamus em uma Elimination Chamber, sendo logo interrompido por McMahon, que ordenou que ocorresse uma luta pelo título entre Cena e Batista naquele instante. Com Cena muito debilitado para competir, Batista venceu a luta e ganhou o título. No Raw de 22 de fevereiro, Cena exigiu uma revanche na WrestleMania. McMahon lhe deu a chance de enfrentar Batista naquela mesma noite: caso ele vencesse, teria sua luta no evento. Se perdesse, quem iria competir com Batista seria Sheamus. Cena venceu após Batista ser desqualificado propositalmente.

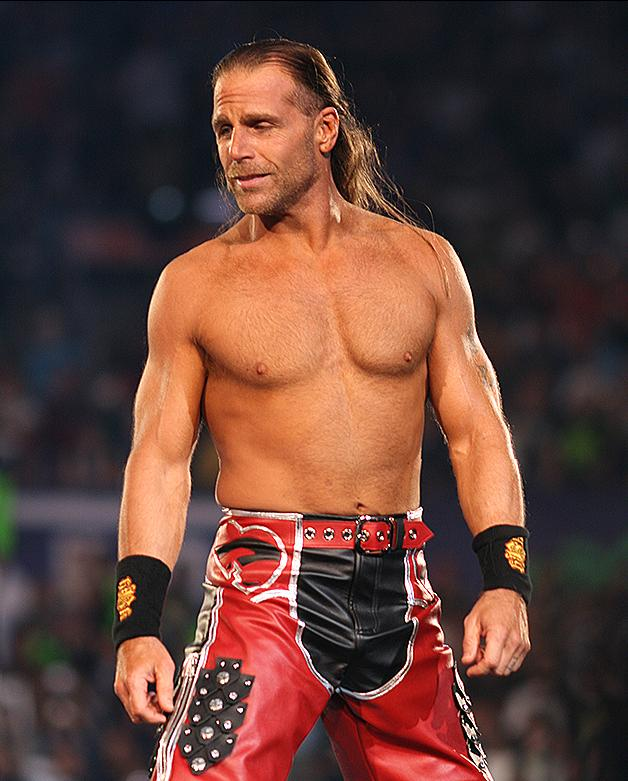
Shawn Michaels colocou sua carreira em jogo em uma luta contra The Undertaker.

 Na WrestleMania XXV, Shawn Michaels não pôde derrotar The Undertaker, assim mantendo seu recorde de vitórias no evento. Quando a luta venceu o Slammy Award de Luta do Ano, Michaels discursou dizendo que ele pode vencer Undertaker e lhe propôs uma revanche. Um mês depois, The Undertaker, então World Heavyweight Champion, respondeu, negando a proposta. Michaels ficou obcecado em enfrentar Undertaker, atacando o juíz Charles Robinson e o general manager do SmackDown Theodore Long respectivamente ao perder as chances de se qualificar para o evento no Royal Rumble e nas lutas qualificatórias para o Elimination Chamber. No Elimination Chamber, Michaels invadiu a Elimination Chamber pelo World Heavyweight Championship, aplicando um Sweet Chin Music em Undertaker, o que permitiu a Chris Jericho vencer a luta e tomar o título. Na noite seguinte, The Undertaker mudou sua decisão e aceitou a revanche na WrestleMania, mas sob uma condição: que se Michaels perder, tem que se aposentar. Michaels aceitou a condição.
A sexta anual luta Money in the Bank foi anunciada para o WrestleMania XXVI no episódio do Raw de 22 de fevereiro. Nessa luta, uma certa quantidade de participantes das duas divisões competem para pegar uma maleta suspensa sobre o ringue. A maleta contem um contrato simbolico, dando ao vencedor uma chance para fazer o "cash-in" e ganhar uma luta por um título mundial de sua escolha durante o período de um ano. Para participar da luta, o lutador tem que vencer uma luta qualificatória. O processo começou no Raw de 22 de fevereiro, com Christian derrotando Carlito. No SmackDown da mesma semana, Dolph Ziggler derrotou John Morrison e R-Truth, Kane derrotou Drew McIntyre e Shelton Benjamin derrotou CM Punk. No Raw de 1° de março, Jack Swagger derrotou Santino Marella e MVP derrotou Zack Ryder. No SmackDown, Matt Hardy derrotou Drew McIntyre. No Raw, Evan Bourne derrotou William Regal. Por ordem de Vince McMahon, McIntyre enfrentou um atleta local em uma luta qualificatória, se tornando o nono participante. Na última luta, Kofi Kingston derrotou Vladimir Kozlov.
Como guest host da edição de 4 de janeiro da Raw, Bret Hart retornou ao show, pela primeira vez desde o Montreal Screwjob no Survivor Series de 1997, onde Vince McMahon se envolveu em uma trapaça real para tirar de Hart o WWF Championship. No Raw, Hart esquecer todos os problemas e fazer as pazes com McMahon. No entanto, McMahon traiu Hart novamente, o chutando no estômago. A rivalidade se estendeu com a segunda aparição de Hart, um mês depois, quando McMahon se recusou a introduzir o pai de Bret, Stu Hart, ao WWE Hall of Fame. No episódio do Raw de 8 de fevereiro, John Cena desafiou McMahon e lhe disse que Bret queria enfrentá-lo em uma luta na WrestleMania, para a qual McMahon aceitou. No entanto, Hart, que havia sido banido da arena, apareceu e atacou McMahon. Escondido atrás de seguranças, McMahon cancelou a luta. Na semana seguinte, Hart decidiu se despedir dos fãs, lhes agradecendo. Na mesma noite, Hart se envolveu em um acidente de carro, quando um carro bateu na porta do carro de Hart, lhe ferindo a perna e mando-o para o hospital. McMahon aceitou que, na edição de 1° de março do Raw, Hart se despedisse de uma maneira mais digna. No entanto, o segmento acabou com McMahon desafiando Bret para uma luta na WrestleMania, a qual Hart inicialmente recusou devido a sua perna. McMahon lhe atacou, fazendo com que Hart aceitasse o desafio.
Foi anunciado no episódio de 5 de março do SmackDown que The Big Show e The Miz irão defender o Unified WWE Tag Team Championship no evento contra a dupla que se qualificasse naquela noite. A luta foi entre Cryme Tyme, The Hart Dynasty e John Morrison, ex-parceiro de Miz, e R-Truth. Morrison e Truth venceram.
No Elimination Chamber do mês anterior, o então Campeão da WWE Sheamus foi eliminado da luta por Triple H. Duas semanas depois, Sheamus atacou Triple H após sua luta de duplas com Shawn Michaels contra The Big Show e The Miz. No Raw da semana seguinte, Triple H desafiou Sheamus para uma luta na WrestleMania, a qual ele aceitou.
No começo de 2009, Randy Orton formou um grupo conhecido como The Legacy com Ted DiBiase e Cody Rhodes. Mais tarde no mesmo ano, Orton se frustrou com o grupo, levando a uma série de confrontos. A tensão cresceu no Royal Rumble, quando DiBiase e Rhodes acidentalmente não deixaram Orton ganhar o WWE Championship. Resultados similares aconteceram no mês seguinte no Elimination Chamber com Rhodes tentando ajudar seus parceiros na Elimination Chamber pelo WWE Championship, e Orton sendo eliminado por DiBiase. No Raw seguinte, Orton traiu seus parceiros, o que os levou a uma luta Triple Threat.
Desdo começo de 2010, CM Punk e seus discípulos Luke Gallows e Serena estão em uma cruzada para promover a filosofia Straight edge, um estilo de vida baseada na abstinência de drogas, álcool e cigarros; ele passou a pregar seus ensinamentos à platéia e, por vezes, "converteu" membros raspando suas cabeças. O trio se chamava Straight Edge Society (SES). Na edição de 12 de fevereiro do SmackDown, Punk foi derrotado por Rey Mysterio. Após a luta, o trio atacou Rey. A animosidade entre os dois cresceria na edição de 12 de março do SmackDown, quando Mysterio levou sua família ao ringue para comemorar o aniversário de sua filha, Aaliyah. Punk os interrompeu, ameaçando e assustando Mysterio e sua família.. Isso os preparou para uma luta na WrestleMania. Mysterio foi derrotado por Gallows. As estipulações da luta seriam: se ele perdesse na WrestleMania, teria que se juntar à Straight Edge Society.

## Evento

### Pré-show
| Papel:        | Nome:                                       |
| ------------- | ------------------------------------------- |
| Comentaristas | Michael Cole                                |
| Comentaristas | Jerry Lawler                                |
| Comentaristas | Matt Striker                                |
| Comentaristas | Carlos Cabrera (Espanhol)                   |
| Comentaristas | Hugo Savinovich (Espanhol)                  |
| Repórter      | Josh Mathews                                |
| Anunciadores  | Tony Chimel (SmackDown)                     |
| Anunciadores  | Justin Roberts (Raw)                        |
| Anunciadores  | Savannah (Battle Royal e Money In The Bank) |
| Anunciadores  | Howard Finkel (Hall da Fama)                |
| Árbitros      | Mike Chioda                                 |
| Árbitros      | John Cone                                   |
| Árbitros      | Jack Doan                                   |
| Árbitros      | Aaron "Goose" Mahoney                       |
| Árbitros      | Chad Patton                                 |
| Árbitros      | Charles Robinson                            |

Uma luta não-televisionada ("dark match") aconteceu antes do evento, onde lutadores que não estavam envolvidos no evento principal competiram em uma Battle Royal de 26 homens. Eventualmente, Yoshi Tatsu, Zack Ryder, Finlay e Mike Knox foram os últimos a permanecer no ringue. Finlay e Knox foram eliminados por Ryder, que acabou sendo eliminado por Tatsu, que venceu a Battle Royal.
Quando o show começou a ser exibido ao vivo, a cantora Fantasia cantou America the Beautiful.

### Lutas preliminares
A primeira luta do evento foi uma luta de duplas pelo Unified WWE Tag Team Championship entre os campeões ShoMiz (The Miz e Big Show) versus John Morrison & R-Truth. The Miz e Morrison começaram a luta. Em certo ponto, Morrison tentou acertar Miz com um Starship Pain, apenas para Big Show salvá-lo. Mais tarde, R-Truth tentou acertar um springboard em Big Show, que o capturou no ar e lhe jogou no poste do ringue. A luta terminou quando Big Show entrou na luta sem o consentimento de Miz e nocauteou Morrison, vencendo a luta e retendo os títulos.

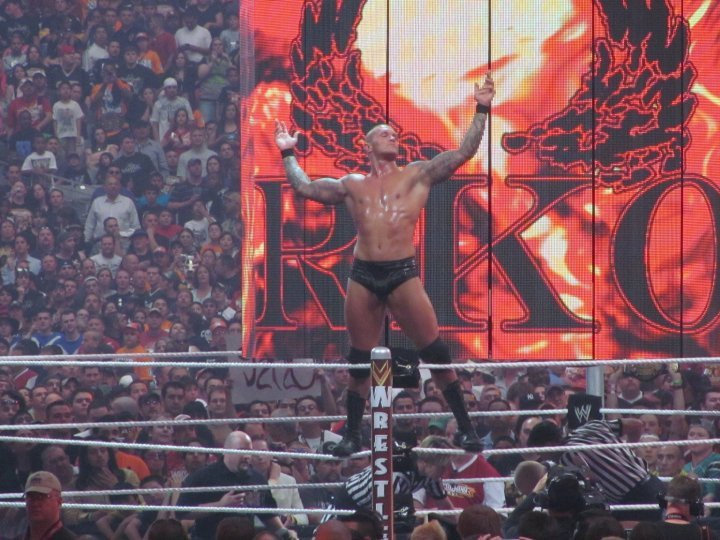
Randy Orton após vencer sua luta no Wrestlemania XXVI

A segunda luta foi uma luta Triple Threat entre Randy Orton, Ted DiBiase e Cody Rhodes, todos antigos membros do grupo conhecido como The Legacy. Rhodes e DiBiase passaram a maior parte da luta unidos contra Orton. No entanto, quando DiBiase tentou finalizar a luta ao fazer o pinfall em Orton, foi parado por Rhodes. Isso se transformou em uma briga entre os dois, o que levou Orton a tomar vantagem. A luta acabou quando Orton nocauteou Rhodes com um chute e acertou DiBiase com um RKO, vencendo o combate.
A anual luta Money in the Bank aconteceu logo depois. Ela começou com todos os lutadores tentando incapacitar os outros por tempo o suficiente para subir as escadas e recuperar a maleta. Jack Swagger ficou preso entre duas escadas onde Christian e Matt Hardy estavam lutando com outras duas. Em outro momento, Evan Bourne aplicou um shooting star press em Christian. A luta acabou quando Swagger acertou o rosto de Christian com a maleta enquanto os dois estavam no topo da escada. Christian caiu da escada e Swagger recuperou a maleta, se tornando Mr. Money in the Bank.
A quarta luta foi uma batalha entre Triple H e Sheamus. A luta começou com Sheamus provocando Triple H, se autodenominando o "futuro do negócio", passando a maior parte do tempo dominando Triple H com seus movimentos de submissão. Triple H conseguiu o controle da luta ao usar um Facebreaker knee smash e um spinebuster. Sheamus, então, acertou Triple H com um big boot, tentando aplicar uma powerbomb. Triple H reverteu o golpe em um Pedigree, derrotando o irlandês e vencendo a luta.
No quinto combate, CM Punk enfrentou Rey Mysterio. Os discípulos de Punk Luke Gallows e Serena tentaram interferir durante a luta, que se encerrou quando Serena distraiu o árbitro e Gallows tentou distrair Mysterio. Punk levantou Mysterio por trás, tentando lhe aplicar um Go To Sleep, mas Mysterio conseguiu reverter o ataque em um 619. Mysterio, então, acertou um diving splash, vencendo a luta.

### Lutas principais

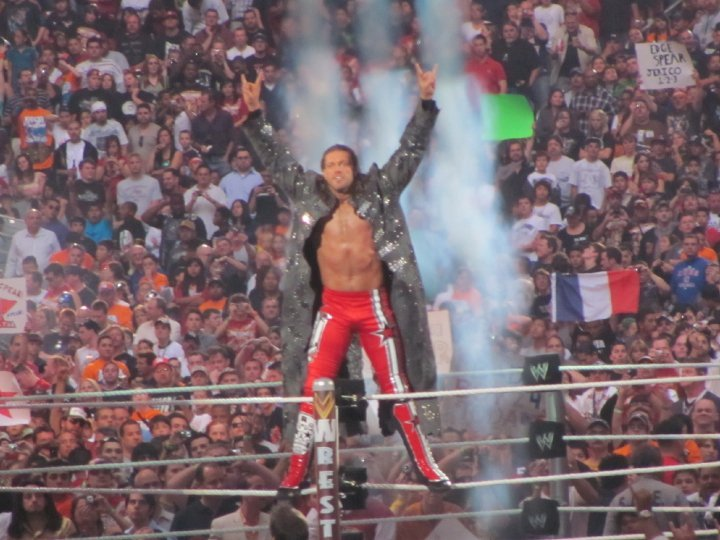
Edge fazendo sua entrada no evento.

Vince McMahon enfrentou Bret Hart na luta seguinte. Antes do combate, McMahon informou Hart que ele havia pago toda a família Hart para traí-lo. No entanto, Hart lhe informou que tudo foi um plano, o que levou a família Hart, incluindo a The Hart Dynasty, a atacar McMahon. Hart, então, aplicou um Sharpshooter, fazendo McMahon desistir e perder a luta.
A sétima luta da noite foi pelo World Heavyweight Championship, entre Edge e o campeão Chris Jericho. A luta terminou quando Jericho acertou Edge com o cinturão, golpe seguido de um Codebreaker, o que lhe fez ganhar a luta e reter o título. Após a luta, Jericho tentou atacar Edge novamente, mas acabou sendo atingido por um Spear, quebrando a barricada de proteção ao redor do ringue.
A oitava luta da noite foi uma luta entre dois times de cinco WWE Divas, com a Campeã Feminina Michelle McCool, Campeã das Divas Maryse, Layla, Alicia Fox e Vickie Guerrero versus Mickie James, Beth Phoenix, Eve Torres, Kelly Kelly e Gail Kim. Guerrero derrotou Kelly, garantindo a vitória ao seu time.
John Cena e Batista se enfrentaram pelo WWE Championship em seguida. Cena entrou no ringue após uma performance do U.S. Air Force Honor Guard Drill Team. Batista dominou a primeira metade da luta, mas Cena retornou, aplicando um suplex. Após isso, a luta se tornou igualitária. Em certo momento, Cena aplicou um Five Knucke Shuffle do poste de metal. A luta acabou quando Cena reverteu uma Batista Bomb em um STF. Batista eventualmente desistiu, fazendo Cena ganhar o WWE Championship, o tornando campeão mundial pela décima vez.

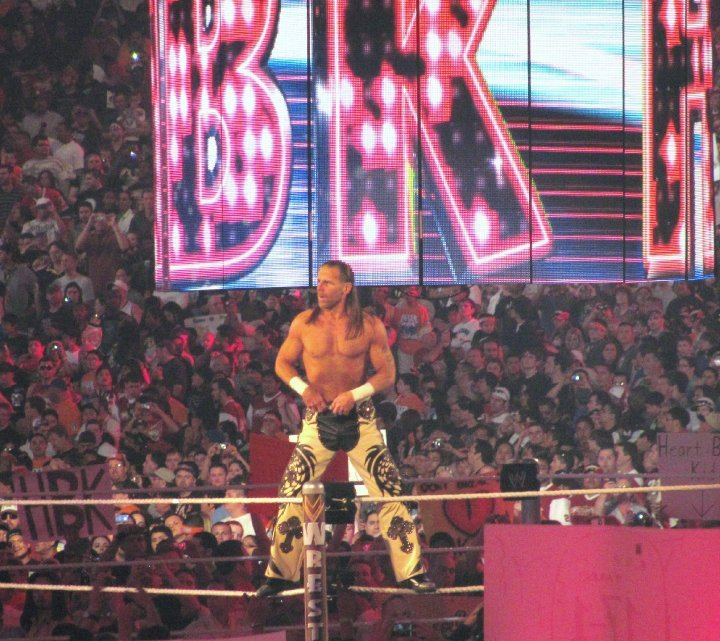
Shawn Michaels antes de sua luta na WrestleMania XXVI.

A última luta da noite foi entre Shawn Michaels e The Undertaker. Se Michaels vencesse, quebraria o recorde de 17 vitórias no WrestleMania de Undertaker. Caso o último vencesse, Michaels deveria se aposentar.
A luta começou com ambos usando seus movimentos secundários. The Undertaker lesionou sua perna logo no início da luta, o que levou Shawn a se focar nela. A ação acabou fora do ringue, com Undertaker aplicando um Tombstone Piledriver em Shawn no chão do estádio. Durante a luta, Shawn Michaels aplicou um Sweet Chin Music. Logo depois, Undertaker aplicou um Chokeslam e um Last Ride, mas Michaels conseguiu se livrar de ambos. Shawn aplicou diversos movimentos de submissão, mas Undertaker conseguiu se desvencilhar de todos. Fora do ringue, Undertaker tentou aplicar um Last Ride na mesa dos comentaristas, mas Michaels conseguiu evitar o golpe. Mais tarde, com um quase derrotado Michaels estapeou Undertaker, que lhe aplicou em resposta um Tombstone Piledriver, o derrotando e estendendo seu recorde no WrestleMania para 18–0, terminando a carreira de Shawn. Após a luta, os dois apertaram mãos e se abraçaram.

## Após o evento
No Raw da noite seguinte, Shawn Michaels se despediu dos fãs. O episódio foi um tributo a Michaels, com vídeos de suas melhores lutas sendo exibidos antes dos intervalos comerciais.
Antes de Michaels se despedir, Triple H apareceu para lhe falar sobre a amizade entre eles. Antes que ele pudesse continuar, Sheamus o atacou pelas costas. Os dois se enfrentariam em uma Street Fight no Extreme Rules. Sheamus venceria a luta, deixando Triple H fora dos ringues até semanas antes do WrestleMania XXVII.
A rivalidade entre Batista e John Cena continuou e os dois se enfrentaram no Extreme Rules em uma luta Last Man Standing. Cena venceu após usar fita adesiva para prender Batista ao poste do ringue. Os dois se enfrentariam novamente no Over the Limit em uma luta "I Quit". Novamente Batista foi derrotado, pedindo demissão no dia seguinte.
No SmackDown pós-WrestleMania, Chris Jericho foi atacado por Edge. Jack Swagger se aproveitou da oportunidade para usar seu contrato de Money in the Bank, derrotando Jericho e ganhando o World Heavyweight Championship.

## Recepção
O evento recebeu críticas mistas. The Sun parabenizou a luta Undertaker e Michaels, mas criticou o combate entre Hart e McMahon, chamando-o de "ruim" e "desapontante", dando uma nota 4 de um total e 10, a luta das divas recebeu nota 1. Ao fim, o jornal deu ao evento uma nota 7. A seção sobre luta profissional do Canadian Online Explorer deu ao evento nota 6.5, menor do que o 7.5 do WrestleMania XXV. A última luta da noite recebeu nota 9.5.

## Resultados
| Nº                                          | Resultados | Estipulações                                                                         | Tempo |
| ------------------------------------------- | --- | ------------------------------------------------------------------------------------ | ----- |
| Dark                                        | Yoshi Tatsu venceu ao eliminar por último Zack Ryder | Battle Royal de 26 lutadores                                                         | 8:34  |
| 1                                           | ShoMiz (The Miz e Big Show) (c) derrotou John Morrison e R-Truth                                                                                         | Luta de duplas pelo Unified WWE Tag Team Championship                                | 3:23  |
| 2                                           | Randy Orton derrotou Cody Rhodes e Ted DiBiase | Luta Triple Threat                                                                   | 9:01  |
| 3                                           | Jack Swagger derrotou Dolph Ziggler, Shelton Benjamin, Drew McIntyre, Christian, Montel Vontavious Porter, Matt Hardy, Evan Bourne, Kofi Kingston e Kane | Luta Money in the Bank                                                               | 13:28 |
| 4                                           | Triple H derrotou Sheamus | Luta individual                                                                      | 12:03 |
| 5                                           | Rey Mysterio derrotou CM Punk (com Luke Gallows e Serena)                                                                                                | Luta individual; se Punk vencesse, Mysterio deveria se unir a Straight Edge Society. | 6:24  |
| 6                                           | Bret Hart derrotou Mr. McMahon por submissão | Luta No Holds Barred Lumberjack com Bruce Hart como árbitro especial                 | 11:09 |
| 7                                           | Chris Jericho (c) derrotou Edge | Luta individual pelo World Heavyweight Championship                                  | 15:48 |
| 8                                           | Michelle McCool, Vickie Guerrero, Alicia Fox, Layla e Maryse derrotaram Beth Phoenix, Kelly Kelly, Mickie James, Gail Kim e Eve Torres                   | Luta de quintetos                                                                    | 3:26  |
| 9                                           | John Cena derrotou Batista (c) por submissão | Luta individual pelo WWE Championship                                                | 13:31 |
| 10                                          | The Undertaker derrotou Shawn Michaels | Luta sem desqualificações ou contagem; se Michaels perdesse, teria que se aposentar. | 23:59 |
| (c) – Refere-se aos campeões antes da luta. | |                                                                                      |       |

1. ↑  Os outros participantes eram: Carlito, Caylen Croft, Chavo Guerrero, Chris Masters, David Hart Smith, Finlay, Goldust, The Great Khali, Jimmy Wang Yang, JTG, Kung Fu Naki, Luke Gallows, Mark Henry, Mike Knox, Primo, Santino Marella, Shad Gaspard, Slam Master J, Trent Barreta, Tyler Reks, Tyson Kidd, Vance Archer, Vladimir Kozlov e William Regal.